# Albrecht Achilles (Marineoffizier)
Albrecht Adolf Konrad Achilles (* 25. Januar 1914 in Karlsruhe; † 27. September 1943 im Atlantischen Ozean nahe Salvador da Bahia bei 12° 30′ S, 35° 0′ W) war ein deutscher Offizier der Kriegsmarine und Kommandant des U-Bootes U 161.

## Leben
Achilles trat im April 1934 in die Kriegsmarine ein. Seine militärische Ausbildung (Ernennung zum Seekadett am 26. September 1934, Fähnrich zur See am 1. Juli 1935) absolvierte er auf dem Schulschiff Schleswig-Holstein und dem Schlachtschiff Gneisenau. Anschließend wurde er zur Marineschule Mürwik versetzt. Seine Offizierslaufbahn begann am 16. April 1937 mit der Ernennung zum Leutnant zur See. Achilles wurde im April 1940 zur U-Boot-Flotte kommandiert. Nach der Grundausbildung wurde er zum 3. Januar 1941 auf das Boot U 66 unter Korvettenkapitän Richard Zapp versetzt. Auf U 66 absolvierte Achilles als I. WO drei Feindfahrten. Nach dem Ende der dritten Fahrt im Sommer 1941 wurde Achilles zum Kapitänleutnant (14. August 1941) befördert und erhielt U 161 als eigenes Kommando. Mit diesem operierte er hauptsächlich in der Karibik und im Atlantischen Ozean in Nähe der Küsten von Brasilien und Afrika. Zu den Erfolgen, die Achilles mit U 161 verbuchen konnte, zählt die Versenkung des US-Küstenwachschiffs Acacia und die Beschädigung des britischen leichten Kreuzers Phoebe. Insgesamt gelang Achilles die Versenkung von 15 Schiffen mit 64.842 BRT und die Beschädigung von sechs weiteren Schiffen auf sechs Feindfahrten mit U 161. Am 12. März 1942 wurde er namentlich im Wehrmachtbericht erwähnt und am 16. Januar 1943 erhielt er für seine Dienste das Ritterkreuz verliehen. Als U 161 am 27. September 1943 von einem Flugboot versenkt wurde, kam Achilles mit seiner gesamten Mannschaft (53 Mann) ums Leben. Am 5. April 1945 wurde er postum zum Korvettenkapitän befördert.

## Dienstgrade
- Seekadett am 26. September 1934
- Obermatrose am 1. Oktober 1934
- Oberstabsmatrose am 1. Januar 1935
- Fähnrich zur See am 1. Juli 1935
- Oberfähnrich zur See am 1. Januar 1937
- Leutnant zur See am 16. April 1937
- Oberleutnant zur See am 13. April 1939
- Kapitänleutnant am 14. August 1941
- Korvettenkapitän am 5. April 1945 (posthum)

## Auszeichnungen
- Wehrmacht-Dienstauszeichnung IV. Klasse am 8. April 1938
- Eisernes Kreuz (1939) II. Klasse am 7. August 1941
- U-Boot-Kriegsabzeichen (1939) am 7. August 1941
- Eisernes Kreuz (1939) I. Klasse am 5. April 1942
- Ritterkreuz des Eisernen Kreuzes am 16. Januar 1943[1]